# Associazione Sportiva Varazze 1940-1941
Questa voce raccoglie le informazioni riguardanti l'Associazione Sportiva Varazze nelle competizioni ufficiali della stagione 1940-1941.

## Rosa
| N. |                   | Ruolo | Calciatore         |
| -- | ----------------- | ----- | ------------------ |
|    | Italia (bandiera) | P     | Ernesto Attolini   |
|    | Italia (bandiera) | C     | G. Baglietto       |
|    | Italia (bandiera) | A     | R. Barbieri        |
|    | Italia (bandiera) | D     | Pietro Beltrame    |
|    | Italia (bandiera) | P     | Amedeo Bobbio      |
|    | Italia (bandiera) | A     | G. Bruzzone        |
|    | Italia (bandiera) | C     | Pietro Busato      |
|    | Italia (bandiera) | C     | Giuseppe Carissimi |
|    | Italia (bandiera) | P     | Eligio Caviglione  |
|    | Italia (bandiera) | A     | E. Ceporina        |
|    | Italia (bandiera) | D     | Luigi Dodi         |
|    | Italia (bandiera) | C     | Bruno Garbarino    |
|    | Italia (bandiera) | A     | A. Giusto          |
|    | Italia (bandiera) | A     | S. Guetta          |
|    | Italia (bandiera) | A     | Fabrizio Macciò    |

| N. |                   | Ruolo | Calciatore           |
| -- | ----------------- | ----- | -------------------- |
|    | Italia (bandiera) | D     | Carlo Morasso        |
|    | Italia (bandiera) | C     | Giovanni Moroni      |
|    | Italia (bandiera) | D     | T. Nervo             |
|    | Italia (bandiera) | D     | Agostino Parodi      |
|    | Italia (bandiera) | D     | Guglielmo Pedrinetti |
|    | Italia (bandiera) | P     | M. Peragallo         |
|    | Italia (bandiera) | C     | M. Pinacei           |
|    | Italia (bandiera) | C     | L. Protto            |
|    | Italia (bandiera) | A     | Raffaele Rivolo      |
|    | Italia (bandiera) | D     | Stefano Roncallo     |
|    | Italia (bandiera) | C     | L. Schelotto         |
|    | Italia (bandiera) | C     | Umberto Senesi       |
|    | Italia (bandiera) | D     | Angelo Strata        |
|    | Italia (bandiera) | C     | Gino Vezzi           |
|    | Italia (bandiera) | D     | Angelo Viani         |